# Großer Preis von Europa 2001
Der Große Preis von Europa 2001 (offiziell XLV Warsteiner Grand Prix of Europe) fand am 24. Juni auf dem Nürburgring in Nürburg statt und war das neunte Rennen der Formel-1-Weltmeisterschaft 2001.

## Berichte

### Hintergrund
Nach dem Großen Preis von Kanada führte Michael Schumacher in der Fahrerwertung mit 18 Punkten vor David Coulthard und mit 34 Punkten vor Rubens Barrichello. In der Konstrukteurswertung führte Ferrari mit 34 Punkten vor McLaren-Mercedes und mit 54 Punkten vor Williams-BMW.
Vor dem Rennwochenende gab es einen Fahrerwechsel: Heinz-Harald Frentzen kehrte nach einem ausgesetzten Rennen in den Jordan zurück und ersetzte Ricardo Zonta.
Mit Michael Schumacher (dreimal), Mika Häkkinen und Jacques Villeneuve (jeweils einmal) traten drei ehemalige Sieger zu diesem Grand Prix an.

### Training

#### Freitagstraining
Beim ersten freien Training fuhr Häkkinen die schnellste Zeit vor seinem Teamkollegen Coulthard. Die drittschnellste Zeit fuhr Ralf Schumacher.

#### Samstagstraining
Das zweite freie Training beendeten die beiden Williams-Piloten auf den vordersten Plätzen. Ralf Schumacher war schneller als sein Teamkollege Juan Pablo Montoya und Barrichello.

### Qualifying
Das Qualifying entschied Michael Schumacher für sich. Er holte sich die Pole-Position vor seinem Bruder Ralf. Den dritten Startplatz sicherte sich Montoya.

### Warm Up
Im Warm Up fuhr Barrichello die schnellste Zeit vor Michael und Ralf Schumacher.

### Rennen
Der Start ins Rennen verlief bei allen Beteiligten ohne größere Probleme. An der Spitze des Feldes behauptete Michael Schumacher seine Führung vor seinem jüngeren Bruder Ralf. Barrichello, der von Position vier ins Rennen ging, startete schlecht und fiel auf Position sieben hinter Jarno Trulli zurück. Nach der ersten Runde führte somit Michael vor Ralf Schumacher, Montoya, Coulthard, Häkkinen und Trulli.
In den ersten Runden zog sich das Feld auseinander. Lediglich Barrichello war in der Lage, seinem Vordermann zu folgen und Druck auszuüben. In der achten Runde beendete Tarso Marques als erster Pilot das Rennen vorzeitig. Sein Minardi hatte Probleme mit der Elektronik.
Ab Runde elf fuhr Ralf Schumacher plötzlich schnellere Rundenzeiten, bis er in Runde 17 bereits direkt hinter seinem Bruder fuhr und Druck ausübte. Die beiden waren dem Rest des Feldes bis dahin weit enteilt. Da Ralf jedoch nicht vorbeikam, holte Montoya sukzessive auf das Duo auf.
In Runde 29 gingen die beiden Führenden zeitgleich in die Box. Der Boxenstopp der Ferrari-Mannschaft war ein wenig kürzer, sodass Michael vor seinem Bruder wieder auf die Strecke herauskam. Montoya hatte währenddessen die Führung übernommen. Diese gab er jedoch in der darauffolgenden Runde wieder ab, da auch er zu seinem ersten Boxenstopp kam. Kurz darauf erhielt Ralf Schumacher eine Stop-and-Go-Strafe, da er ausgangs der Boxengasse über die weiße Fahrbahnmarkierung gefahren war. Nach absolvieren der Strafe fuhr Ralf Schumacher auf Position vier hinter Coulthard.
In Runde 44 wurde Trulli langsam und musste sein Rennen vorzeitig aufgeben – sein Jordan hatte einen Getriebedefekt. Währenddessen fuhr Michael Schumacher erneut schneller als der Rest des Feldes und vergrößerte seinen Vorsprung. Ähnlich wie zu Beginn des Rennens fuhr der Verfolger im Williams, in diesem Fall Montoya, nach einigen Runden schneller als Michael Schumacher und reduzierte den Vorsprung erneut. Bis zu den nächsten Boxenstopps war es Montoya jedoch nicht gelungen, nah genug heranzufahren, um einen Überholversuch zu starten. Die beiden Führenden gingen in derselben Runde an die Box. Michael Schumacher verlor seine Führung dieses Mal nicht und gab sie bis zum Schluss nicht mehr ab und gewann seinen 49. Grand Prix vor Montoya und Coulthard. Die restlichen Punkte belegten Ralf Schumacher, Barrichello und Häkkinen. Bei der Ehrenrunde nach dem Rennen sind einige Fans über den Zaun geklettert und haben sich, als Schumacher vorbeifuhr, verneigt.
Michael Schumacher vergrößerte seinen Vorsprung in der Weltmeisterschaft um sechs Punkte. In der Konstrukteurswertung blieben die ersten drei Positionen unverändert.

## Meldeliste
| Team                        | Nr. | Fahrer                | Chassis        | Motor                 | Reifen |
| --------------------------- | --- | --------------------- | -------------- | --------------------- | ------ |
| Scuderia Ferrari Marlboro   | 01  | Michael Schumacher    | Ferrari F2001  | Ferrari 3.0 V10       | B      |
| Scuderia Ferrari Marlboro   | 02  | Rubens Barrichello    | Ferrari F2001  | Ferrari 3.0 V10       | B      |
| West McLaren Mercedes       | 03  | Mika Häkkinen         | McLaren MP4-16 | Mercedes-Benz 3.0 V10 | B      |
| West McLaren Mercedes       | 04  | David Coulthard       | McLaren MP4-16 | Mercedes-Benz 3.0 V10 | B      |
| BMW WilliamsF1 Team         | 05  | Ralf Schumacher       | Williams FW23  | BMW 3.0 V10           | M      |
| BMW WilliamsF1 Team         | 06  | Juan Pablo Montoya    | Williams FW23  | BMW 3.0 V10           | M      |
| Mild Seven Benetton Renault | 07  | Giancarlo Fisichella  | Benetton B201  | Renault 3.0 V10       | M      |
| Mild Seven Benetton Renault | 08  | Jenson Button         | Benetton B201  | Renault 3.0 V10       | M      |
| Lucky Strike BAR Honda      | 09  | Olivier Panis         | BAR 003        | Honda 3.0 V10         | B      |
| Lucky Strike BAR Honda      | 10  | Jacques Villeneuve    | BAR 003        | Honda 3.0 V10         | B      |
| B&H Jordan Honda            | 11  | Heinz-Harald Frentzen | Jordan EJ11    | Honda 3.0 V10         | B      |
| B&H Jordan Honda            | 12  | Jarno Trulli          | Jordan EJ11    | Honda 3.0 V10         | B      |
| Orange Arrows Asiatech      | 14  | Jos Verstappen        | Arrows A22     | Asiatech 3.0 V10      | B      |
| Orange Arrows Asiatech      | 15  | Enrique Bernoldi      | Arrows A22     | Asiatech 3.0 V10      | B      |
| Red Bull Sauber Petronas    | 16  | Nick Heidfeld         | Sauber C20     | Petronas 3.0 V10      | B      |
| Red Bull Sauber Petronas    | 17  | Kimi Räikkönen        | Sauber C20     | Petronas 3.0 V10      | B      |
| Jaguar Racing               | 18  | Eddie Irvine          | Jaguar R2      | Ford Cosworth 3.0 V10 | M      |
| Jaguar Racing               | 19  | Pedro de la Rosa      | Jaguar R2      | Ford Cosworth 3.0 V10 | M      |
| European Minardi F1         | 20  | Tarso Marques         | Minardi PS01   | European 3.0 V10      | M      |
| European Minardi F1         | 21  | Fernando Alonso       | Minardi PS01   | European 3.0 V10      | M      |
| Prost Acer                  | 22  | Jean Alesi            | Prost AP04     | Acer 3.0 V10          | M      |
| Prost Acer                  | 23  | Luciano Burti         | Prost AP04     | Acer 3.0 V10          | M      |

## Klassifikationen

### Qualifying
| Pos.                                                                   | Fahrer                | Konstrukteur     | Zeit     | Start |
| ---------------------------------------------------------------------- | --------------------- | ---------------- | -------- | ----- |
| 01                                                                     | Michael Schumacher    | Ferrari          | 1:14,960 | 01    |
| 02                                                                     | Ralf Schumacher       | Williams-BMW     | 1:15,226 | 02    |
| 03                                                                     | Juan Pablo Montoya    | Williams-BMW     | 1:15,490 | 03    |
| 04                                                                     | Rubens Barrichello    | Ferrari          | 1:15,622 | 04    |
| 05                                                                     | David Coulthard       | McLaren-Mercedes | 1:15,717 | 05    |
| 06                                                                     | Mika Häkkinen         | McLaren-Mercedes | 1:15,776 | 06    |
| 07                                                                     | Jarno Trulli          | Jordan-Honda     | 1:16,138 | 07    |
| 08                                                                     | Heinz-Harald Frentzen | Jordan-Honda     | 1:16,376 | 08    |
| 09                                                                     | Kimi Räikkönen        | Sauber-Petronas  | 1:16,402 | 09    |
| 10                                                                     | Nick Heidfeld         | Sauber-Petronas  | 1:16,438 | 10    |
| 11                                                                     | Jacques Villeneuve    | BAR-Honda        | 1:16,439 | 11    |
| 12                                                                     | Eddie Irvine          | Jaguar-Cosworth  | 1:16,588 | 12    |
| 13                                                                     | Olivier Panis         | BAR-Honda        | 1:16,872 | 13    |
| 14                                                                     | Jean Alesi            | Prost-Acer       | 1:17,251 | 14    |
| 15                                                                     | Giancarlo Fisichella  | Benetton-Renault | 1:17,378 | 15    |
| 16                                                                     | Pedro de la Rosa      | Jaguar-Cosworth  | 1:17,627 | 16    |
| 17                                                                     | Luciano Burti         | Prost-Acer       | 1:18,113 | 17    |
| 18                                                                     | Enrique Bernoldi      | Arrows-Asiatech  | 1:18,151 | 18    |
| 19                                                                     | Jos Verstappen        | Arrows-Asiatech  | 1:18,262 | 19    |
| 20                                                                     | Jenson Button         | Benetton-Renault | 1:18,626 | 20    |
| 21                                                                     | Fernando Alonso       | Minardi-European | 1:18,630 | 21    |
| 22                                                                     | Tarso Marques         | Minardi-European | 1:18,689 | 22    |
| 107-Prozent-Zeit: 1:20,208 min (bezogen auf Bestzeit von 1:14,960 min) |                       |                  |          |       |

### Rennen
| Pos. | Fahrer                | Konstrukteur     | Runden | Stopps | Zeit        | Start | Schnellste Runde |
| ---- | --------------------- | ---------------- | ------ | ------ | ----------- | ----- | ---------------- |
| 01   | Michael Schumacher    | Ferrari          | 67     | 2      | 1:29:42,724 | 01    | 1:18,612 (49.)   |
| 02   | Juan Pablo Montoya    | Williams-BMW     | 67     | 2      | + 4,217     | 03    | 1:18,354 (27.)   |
| 03   | David Coulthard       | McLaren-Mercedes | 67     | 1      | + 24,993    | 05    | 1:18,883 (63.)   |
| 04   | Ralf Schumacher       | Williams-BMW     | 67     | 3      | + 33,345    | 02    | 1:18,498 (54.)   |
| 05   | Rubens Barrichello    | Ferrari          | 67     | 1      | + 45,495    | 04    | 1:18,537 (59.)   |
| 06   | Mika Häkkinen         | McLaren-Mercedes | 67     | 1      | + 1:04,868  | 06    | 1:19,273 (65.)   |
| 07   | Eddie Irvine          | Jaguar-Cosworth  | 67     | 1      | + 1:06,198  | 12    | 1:18,674 (34.)   |
| 08   | Pedro de la Rosa      | Jaguar-Cosworth  | 66     | 1      | + 1 Runde   | 16    | 1:19,737 (65.)   |
| 09   | Jacques Villeneuve    | BAR-Honda        | 66     | 1      | + 1 Runde   | 11    | 1:19,797 (65.)   |
| 10   | Kimi Räikkönen        | Sauber-Petronas  | 66     | 1      | + 1 Runde   | 09    | 1:20,498 (34.)   |
| 11   | Giancarlo Fisichella  | Benetton-Renault | 66     | 2      | + 1 Runde   | 15    | 1:20,729 (26.)   |
| 12   | Luciano Burti         | Prost-Acer       | 65     | 2      | + 2 Runden  | 17    | 1:19,105 (57.)   |
| 13   | Jenson Button         | Benetton-Renault | 65     | 2      | + 2 Runden  | 20    | 1:20,069 (25.)   |
| 14   | Fernando Alonso       | Minardi-European | 65     | 2      | + 2 Runden  | 21    | 1:20,937 (29.)   |
| 15   | Jean Alesi            | Prost-Acer       | 64     | 1      | DNF         | 14    | 1:20,049 (48.)   |
| –    | Jos Verstappen        | Arrows-Asiatech  | 58     | 2      | DNF         | 19    | 1:21,154 (23.)   |
| –    | Nick Heidfeld         | Sauber-Petronas  | 54     | 1      | DNF         | 10    | 1:20,976 (53.)   |
| –    | Heinz-Harald Frentzen | Jordan-Honda     | 48     | 1      | DNF         | 08    | 1:19,892 (31.)   |
| –    | Jarno Trulli          | Jordan-Honda     | 44     | 1      | DNF         | 07    | 1:19,484 (32.)   |
| –    | Enrique Bernoldi      | Arrows-Asiatech  | 29     | 1      | DNF         | 18    | 1:21,188 (25.)   |
| –    | Olivier Panis         | BAR-Honda        | 23     | 0      | DNF         | 13    | 1:21,314 (23.)   |
| –    | Tarso Marques         | Minardi-European | 7      | 0      | DNF         | 22    | 1:23,778 (04.)   |

## WM-Stände nach dem Rennen
Die ersten sechs des Rennens bekamen 10, 6, 4, 3, 2 bzw. 1 Punkt(e).

### Fahrerwertung
| Pos. | Fahrer                | Konstrukteur     | Punkte |
| ---- | --------------------- | ---------------- | ------ |
| 01   | Michael Schumacher    | Ferrari          | 68     |
| 02   | David Coulthard       | McLaren-Mercedes | 44     |
| 03   | Rubens Barrichello    | Ferrari          | 26     |
| 04   | Ralf Schumacher       | Williams-BMW     | 25     |
| 05   | Juan Pablo Montoya    | Williams-BMW     | 12     |
| 06   | Mika Häkkinen         | McLaren-Mercedes | 9      |
| 07   | Nick Heidfeld         | Sauber-Petronas  | 8      |
| 08   | Jacques Villeneuve    | BAR-Honda        | 7      |
| 09   | Kimi Räikkönen        | Sauber-Petronas  | 7      |
| 10   | Jarno Trulli          | Jordan-Honda     | 7      |
| 11   | Heinz-Harald Frentzen | Jordan-Honda     | 6      |
| 12   | Olivier Panis         | BAR-Honda        | 5      |

| Pos. | Fahrer               | Konstrukteur               | Punkte |
| ---- | -------------------- | -------------------------- | ------ |
| 13   | Eddie Irvine         | Jaguar-Cosworth            | 4      |
| 14   | Jean Alesi           | Prost-Acer                 | 3      |
| 15   | Jos Verstappen       | Arrows-Asiatech            | 1      |
| 16   | Pedro de la Rosa     | Jaguar-Cosworth            | 1      |
| 17   | Giancarlo Fisichella | Benetton-Renault           | 1      |
| 18   | Jenson Button        | Benetton-Renault           | 0      |
| 19   | Ricardo Zonta        | Jordan-Honda               | 0      |
| 20   | Luciano Burti        | Jaguar-Cosworth/Prost-Acer | 0      |
| 21   | Tarso Marques        | Minardi-European           | 0      |
| 22   | Enrique Bernoldi     | Arrows-Asiatech            | 0      |
| 23   | Fernando Alonso      | Minardi-European           | 0      |
| 24   | Gastón Mazzacane     | Prost-Acer                 | 0      |

### Konstrukteurswertung
| Pos. | Konstrukteur     | Punkte |
| ---- | ---------------- | ------ |
| 01   | Ferrari          | 94     |
| 02   | McLaren-Mercedes | 53     |
| 03   | Williams-BMW     | 37     |
| 04   | Sauber-Petronas  | 15     |
| 05   | Jordan-Honda     | 13     |
| 06   | BAR-Honda        | 12     |

| Pos. | Konstrukteur     | Punkte |
| ---- | ---------------- | ------ |
| 07   | Jaguar-Cosworth  | 5      |
| 08   | Prost-Acer       | 3      |
| 09   | Arrows-Asiatech  | 1      |
| 10   | Benetton-Renault | 1      |
| 11   | Minardi-European | 0      |